# Walter Schreifels

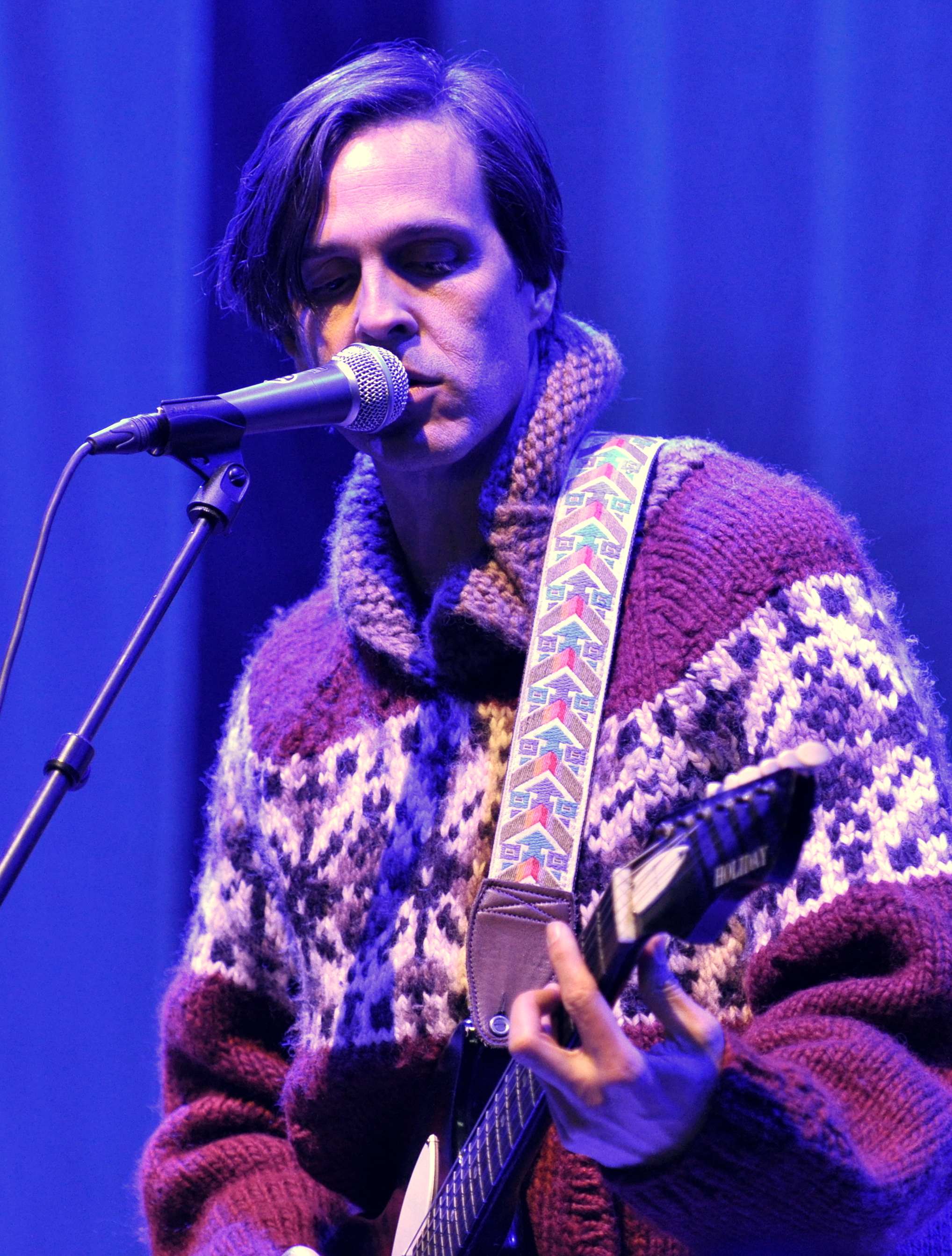
Walter Schreifels, Groezrock 2013.

Walter Schreifels (10 de marzo de 1969, Nueva York, Estados Unidos) es un músico estadounidense.

## Carrera musical
Es conocido por ser vocalista/guitarrista y principal compositor de bandas de hardcore punk, como Youth of Today y Gorilla Biscuits en los 1980, en los 1990 con la post-hardcore con influencias hard rock Quicksand (su banda más renombrada), en el 2000 con los indie-rock Rival Schools hasta el 2003. Walking Concert al año siguiente y un par de conciertos acústicos como solista y versionando temas de sus anteriores bandas.

## Discografía
Gorilla Biscuits
- Gorilla Biscuits (1988, Revelation Records)
- Start Today (1989, Revelation Records)

Youth Of Today
- We're Not in This Alone (1986, Caroline Records/1988, Revelation Records)
- Disengage (1990, Revelation Records)

Quicksand
- Quicksand (EP, 1990, Revelation Records)
- Slip (1993, Polydor)
- Manic Compression (1995, Island Records)
- Interiors (2017, Epitaph Records)
- Distant Populations (2021, Epitaph Records)

Rival Schools
- United By Fate (2001, Island Records)
- Pedals (2011, Photo Finish Records)
- Found (2013, Shop Radio Cast)

Walking Concert
- Run to Be Born (2004, Arctic Rodeo Recordings)

Vanishing Life
- Surveillance (2016, Dine Alone Records)

Dead Heavens
- Whatever Witch You Are (2017, Dine Alone Records)

Solista
- An Open Letter to the Scene (2010, Arctic Rodeo Recordings)